# Écrits sur le Jazz

Écrits sur le Jazz est un recueil des  critiques de jazz écrites par Boris Vian depuis le premier numéro de 1946 à Jazz Hot, où il tient une « revue de la presse » à titre bénévole, depuis le premier numéro de  mars 1935 jusqu'à mars 1959. La revue est créée et dirigée par Charles Delaunay, avec une interruption de cinq ans à cause de la guerre. Vian a aussi écrit des chroniques de jazz pour d'autres journaux : Combat, Jazz News, Midi Libre Radio 49., La Parisienne, Arts. Il est parmi les critiques de jazz les plus lus et les plus écoutés de France.

## La bataille du Jazz

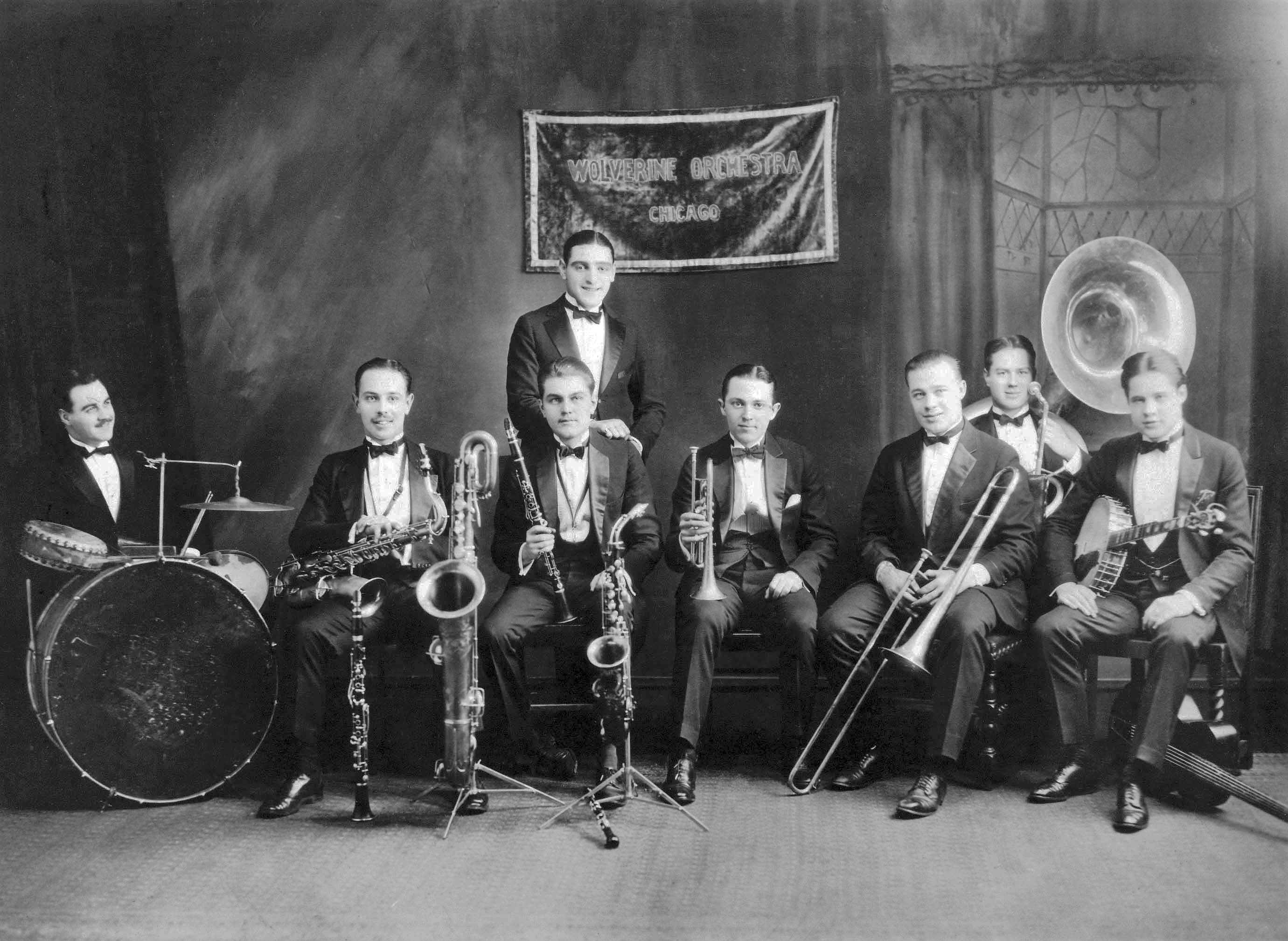
Bix Beiderbecke (5e à partir de la gauche) avec les Wolverines en 1924. L'idole de Boris Vian

Malgré les modes et courants, malgré les querelles d'école, dont celle qui va opposer Charles Delaunay et Hugues Panassié au sujet du bebop) Vian a soutenu successivement toutes les formes de jazz. Il défend avec la même énergie le style New Orleans, le bebop, ou le jazz  dit traditionnel, dans la veine de Duke Ellington, contrairement à d'autres critiques qui prennent parti soit pour un genre, soit pour l'autre. Dans Jazz Hot il tient une « revue de la presse » à titre bénévole, de 1946 à l'année de sa mort 1959.
Au moment  où Boris s'inscrit au Hot Club de France (1937) les amateurs de jazz ne sont pas nombreux en France. Lui même est musicien de jazz et il assiste aux concerts importants : ceux de Eddie South, Benny Carter (1937), Quintette du Hot Club de France en 1938, Duke Ellington 1939. Il s'applique à jouer comme ceux qu'il admire . Sa manière de jouer, à la trompette,  est, selon les récits que Claude Léon a rapportés à Noël Arnaud, celle que l'on emploie dans les fanfares. À la trompette, il joue sur le côté, en plaçant l'instrument à la commissures des lèvres. Il demande aussi au drummer Claude Léon de jouer plus fort, contrairement à tout ce que les autres musiciens lui avaient demandé jusque-là. Son modèle était Bix Beiderbecke, le romantique, un des rares trompettistes blancs mort en 1931.

## Contexte historique
En France, le jazz en est à ses tout débuts, souvent joué par des amateurs. Claude Abadie, dans la formation duquel joue Boris, est lui-même polytechnicien et banquier. Les premiers pionniers arrivent avec Hugues  Panassié qui fonde au début des années trente un petit groupe d'amateurs : Le Club Universitaire  d'où naît le Hot Club de France qui vit difficilement dans l'indifférence générale Jacques Canetti fonde la première collection de disques de jazz chez Brunswick et les premiers disques de la marque Swing ne sortent qu'en 1937. Boris Vian Claude Luter, Abadie font partie de cita|la seconde escouade des pionniers.
Mais à peine  ont-ils commencé à attirer l'attention en France qu'ils se voient refoulés par l'arrivée des nazis: le jazz noir est proscrit et les disques américains ne peuvent plus être importés. Il leur faut donc reprendre eux-mêmes le jazz des noirs. À Lyon où l'école polytechnique s'est repliée Claude Abadie, (un des X) crée le Quintette du Hot Club 41 qui reviendra se produire au quartier latin et qui, dès 1942, donne un concert à la Salle Pleyel. En 1942, Abadie crée une formation avec les trois Vian : Alain est batteur, Lélio guitariste, Boris trompettiste et l'orchestre prend le nom d'Abadie-Vian . En résumé, Boris a joué de 1942 à 1947 dans l'orchestre Abadie, plusieurs fois vainqueur des tournois amateurs.
Boris est associé à tous les grands évènements du jazz. En 1946, il anime des jam-sessions au Club universitaire. Elles ont lieu tous les quinze jours. Un prospectus savoureux les y invite : « plus moyen de moyenner rapport à Marthe la respectueuse, mais dites vous bien que jusqu'à l'âge de vingt et un ans, selon la phaculté de merdecine, la chasteté est non seulement recommandée mais salutaire [...] Des métros et des taxitroëns vous attendent à la porte. » Le 4 décembre 1947, il donne une conférence intitulée Cinquante ans de Jazz, avec le concours des musiciens Hubert Fol et Claude Luter. « On ne répètera jamais assez quelle fut l'ampleur de l'action de Boris Vian pour le développement de la musique de jazz en France. »

## Les écrits
C'est par l'écriture que Boris mène aussi la bataille du jazz. Ses textes sont parus, pour l'essentiel, dans Jazz hot. C'est là qu'on retrouve, à côté de critiques les plus argumentées, sa propension au canular. En particulier dans le numéro spécial de Noël de 1950 où la chronique prend la forme d'une lettre au père Noël, écrite tout d'un trait en une seule phrase d'une très grande longueur signée Joseh Pignerole amateur de jas bande (sic). 

« cher paire Noële. Si t'es onaite, tas des remort de ne pas avoir porté l'ané dernière un fuzi à Gugusse pour qui tue tous les grans salingues qui déhonore le jaz bande( et i a pas que luit comme dis mon frert qu'a vins tans, moi je trouve pas sa drole)alors j'espaire que cet ané tu lui pporte un fuzi à Gugusse,et une boite à camanbairepour  margueurite et des tas dabonements parce ce que sa plait (...) et Charles (...), il faut qu'il trouve dans ses souliés un nindexe to jaz d'origine blaque stone parce qu'il a plein de trouts dans sa dikografit ( etc.). »

Sur radio 49, le 4 décembre 1949, il s'interroge : « le critique de jazz doit-il être musicien? » Question à laquelle il répond, en conclusion, que pour être critique il suffit d'écrire des critiques. C'est un rappel de sa  haine des critiques déjà exprimée dans  les Chroniques du menteur  où il prenait à partie ceux qui avaient démoli l'œuvre de Vernon Sullivan : 

« Critiques, vous êtes des veaux! Si vous voulez parler de vous, faites des confessions publiques et entrez à l'Armée du salut. Mais foutez la paix au peuple avec vos idées transcendantes et tâchez de servir à quelque chose. »

Dans Arts du 11 janvier 1956 après des chroniques sur la danse, et la musique ultra moderne (le jazz d'avant-garde de Art Pepper), il oriente le public vers les  classiques Meade « Lux » Lewis, Albert Ammons et Pete Johnson qui viennent d'être mis en vente.
Claude Rameil a également sélectionné un choix de critiques de disques  et un complément de textes inédits qui montre l'énorme travail réalisé par l'auteur d'innombrables romans, poèmes, traductions et pièces de théâtre. La production de Vian en écrits semble difficile à explorer totalement.